# Omar Garrido

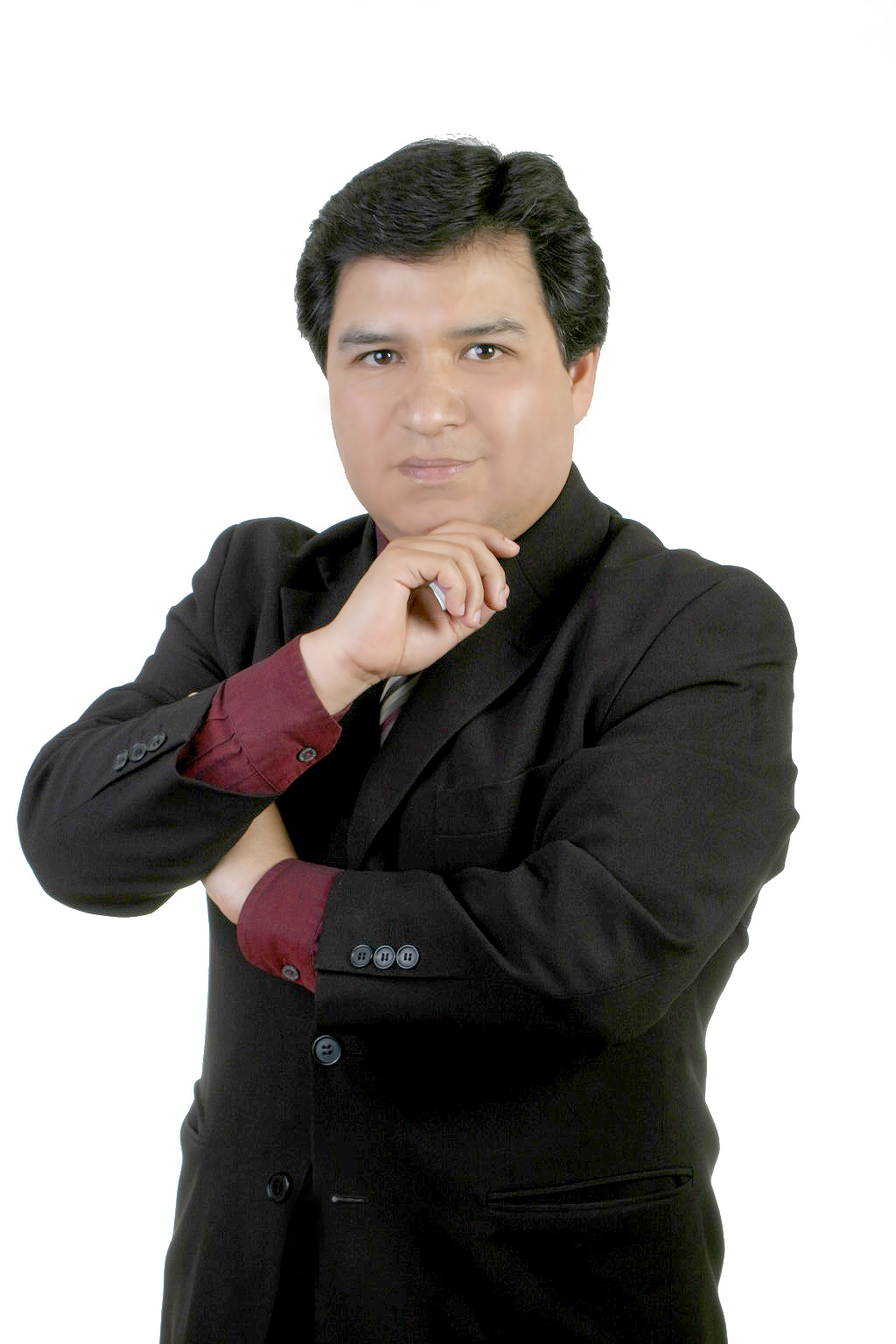
Omar G. Garrido

Omar Gerardo Garrido Mendoza, auch Omar G. Garrido, (* in Mexiko-Stadt) ist ein mexikanisch-deutscher Opern- und Konzertsänger (Tenor/Bariton). 

## Leben
Omar Garrido studierte Gesang am Conservatorio Nacional de Música in Mexiko-Stadt bei der mexikanischen Primadonna Irma Gonzalez. Während des Studiums war er bereits als Solist an der mexikanischen Oper Bellas Artes engagiert. Dort sang er zwischen 1993 und 1999 schwerpunktmäßig Partien aus dem Rollenfach des lyrischen Baritons, unter anderem Belcore in L’elisir d’amore, Papageno in Die Zauberflöte, Malatesta in Don Pasquale, Valentin in Faust und Figaro in Der Barbier von Sevilla. Er übernahm gelegentlich auch dramatischere Bariton-Rollen, wie Giorgio Germont in La traviata. Nach sieben Jahren professioneller Laufbahn als Bariton in Mexiko wechselte er zum Tenor.
Sein Debüt als Tenor gab er im Jahr 1999 in Mexiko-Stadt mit der Rolle des Canio in I Pagliacci. Im Jahr 2000 kam er nach Deutschland. In der Spielzeit 2000/01 war er als Solist fest am Theater Altenburg-Gera engagiert. Dort sang er Graf Stanislaus in Der Vogelhändler (2000), Rodolfo in La Bohème und Herzog von Mantua (Duca) in Rigoletto (jeweils 2001). 2002 trat er am Theater Altenburg-Gera als Edgardo in Lucia di Lammermoor auf; 2003 gastierte er mit dieser Rolle am Landestheater Coburg.   
Mehrfach trat Garrido als Solist bei den Bad Hersfelder Festspielen auf, so 2005 als Ferrando in Così fan tutte, 2007 als Marquis von Chateauneuf in Zar und Zimmermann und 2012 als Herzog von Mantua (Duca) in Rigoletto.
2008/09 sang er in der Pasinger Fabrik die Rolle des Ferrando in Così fan tutte. 2009/10 trat er bei der Opernwerkstatt am Rhein als Don José in Carmen in einer Fassung für Flamenco-Gitarre und Zigeunerorchester auf. In der Spielzeit 2013/14 war er als Gast am Mainfranken Theater Würzburg engagiert, wo er die Rolle des Händlers Isacco in der Rossini-Oper La gazza ladra übernahm.
Mittlerweile ist Garrido wieder, wie zu Beginn seiner Karriere, als Bariton tätig. Zu seinem Bariton-Repertoire, das er vornehmlich bei Konzertauftritten singt, gehören unter anderem Giorgio Germont, Belcore, Dr. Malatesta, Valentin, Figaro (Der Barbier von Sevilla), Papageno, und mittlerweile auch Tonio in I Pagliacci, Escamillo in Carmen, Marcello in La Boheme, die Titelrolle in Rigoletto und Slook in La cambiale di matrimonio.
Als Solist hatte er Auftritte in Deutschland (Hamburg, Leipzig, München, Bonn, Nürnberg, Stuttgart, Köln, Düsseldorf), Österreich (Wien; Karlskirche) und der Schweiz, den Vereinigten Staaten (Washington D.C.), Mexiko, Japan (Tokio; Fukushima Music Hall), Italien und Spanien.
Garrido ist auch als Konzertsänger tätig. Er sang im Konzertbereich unter anderem das Tenor-Solo in Beethovens 9. Sinfonie (2000; Theater Altenburg-Gera), die Tenor-Soli in der Petite Messe Solennelle (Leipzig, Bad Mergentheim, Haßfurt), in der Messa di Gloria von Giacomo Puccini (2000, Nürnberger Symphoniker), im Mozart-Requiem und in der Misa Criolla von Ariel Ramírez.
2001 nahm er seinen Wohnsitz in Würzburg. Er gastiert seitdem als freier Sänger bei Konzerten, Liederabenden (unter anderem mit Neapolitanischer Volksmusik), Musik-Galas und auch bei diversen Opern-Tourneeproduktionen.